# Schöppach
Koordinaten: 50° 57′ 4″ N, 9° 38′ 25″ O
Schöppach ist eine Dorfwüstung in der Gemarkung von Niederthalhausen, einem heutigen Ortsteil von Ludwigsau im nordhessischen Landkreis Hersfeld-Rotenburg.
Der Ort befand sich etwa 600 m nordwestlich der Ortsmitte von Niederthalhausen auf 291 m Höhe am Ausgang des Schappachgrundes in das Tal des Rohrbachs. Die Landesstraße L3254 verläuft im Tal des Rohrbachs unmittelbar östlich vorbei, und von dieser zweigt dort am Gegenufer die sich durch den Knüll windende Landesstraße L3336 nach Nordosten in Richtung Wüstefeld und Rotenburg a. d. Fulda ab.
Der im Jahre 1370 erstmals urkundlich erwähnte Ort erscheint danach schriftlich in mehrfach wechselnder Form: Schöpbach, Schaubach, Schaupach, Stupach, Scheppach und zuletzt als Schopach auf der Niveaukarte des Kurfürstentums Hessen. Laut Georg Landau gehörte der bereits wüst gefallene Ort im Jahre 1538 zum Gericht Ludwigseck.